# Депортес Кольчагуа
«Депортес Кольчагуа» (исп. Colchagua Club de Deportes) — чилийский футбольный клуб из города Сан-Фернандо. В настоящий момент выступает в четвёртом по силе дивизионе страны.

## История
Клуб был основан 23 января 1957 года.
«Депортес Кольчагуа» играет свои домашние матчи на стадионе «Мунисипаль Хорхе Сильва Валенсуэла» в Сан-Фернандо, вмещающем 5 900 зрителей.

## Клубные факты
- Сезонов в Примере B (34): 1957—1973, 1977—1983, 1988—1996, 1999
- Сезонов во Втором дивизионе (6): 2015/16-2021
- Сезонов в Третьем дивизионе (23): 1984—1987, 1997—1998, 2000—2014, 2022—н. в.